# Tugtupit
Tugtupit är ett sällsynt berylliumaluminiumtektosilikat. Den innehåller även natrium och klor och har formeln Na4(AlBeSi4O12)Cl och ingår i fältspatoidmineralgruppen med kiseldioxidbrist. Den förekommer i höga alkaliska inträngande magmatiska bergarter.
Tugtupit har fått dess namn efter dess inuitiska namn Tuttupit, som betyder renblod.

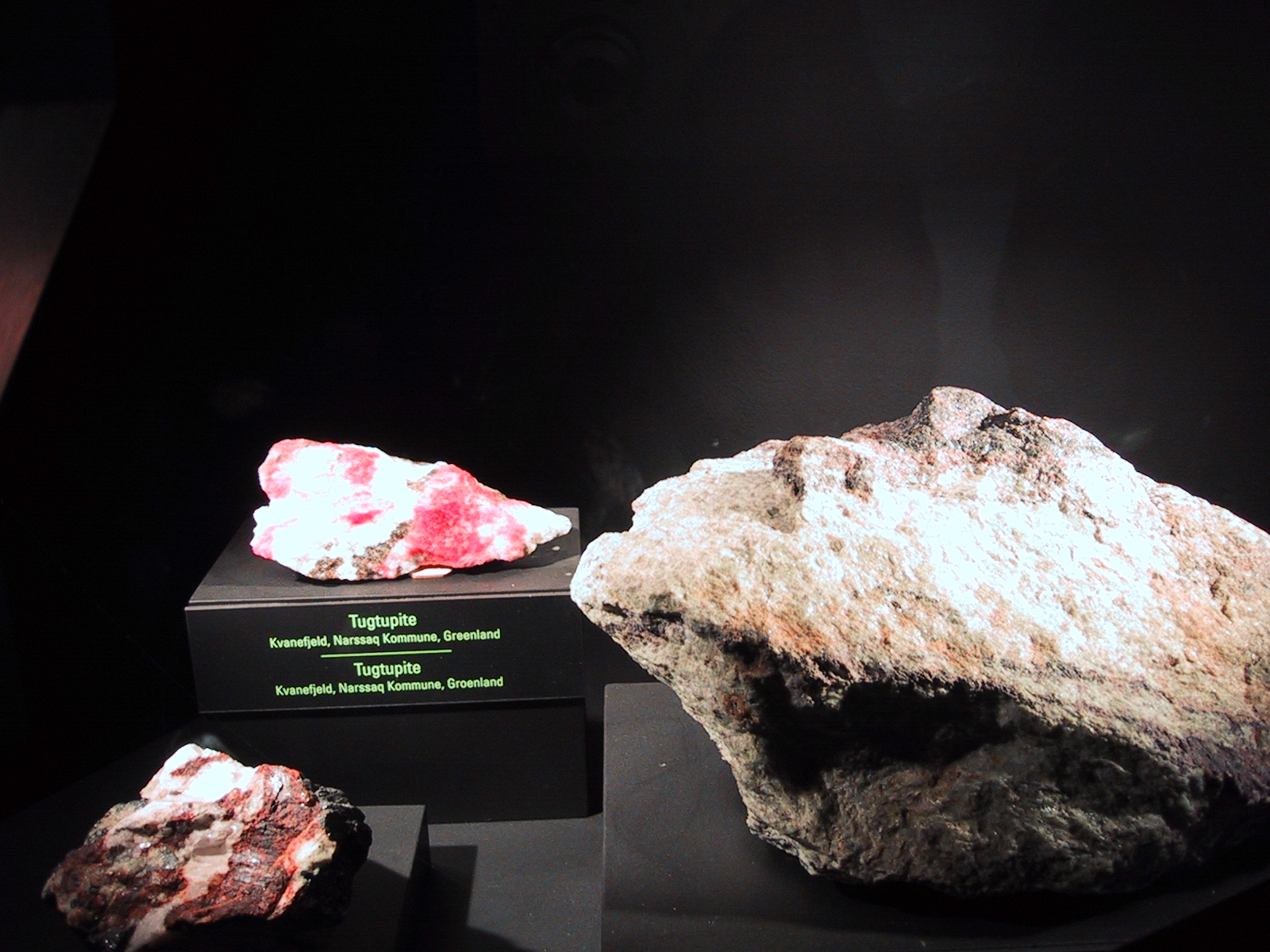

## Egenskaper
Tugtupite är tenebresent och delar mycket av dess kristallstruktur med sodalit och de två mineralerna finns ibland tillsammans i samma prov.
I dagsljus varierar färgen från vit till svagt rosa och till djupt rosafärgad mot rött. Den har en Mohs hårdhet på 4 och en specifik vikt på 2,36, samt har röd fluorescens under ultraviolett bestrålning.

## Förekomst
Tugtuplit upptäcktes första gången 1957 i Ilimaussaq på sydvästra Grönland där  Kvanefjeldprojektet bedrivs.
Tugtupit har endast hittas på två platser till nämligen i Lovozero Massif på Kolahalvön i Ryssland och Mt St Hilaire i Québec, Kanada.
U.S. Geological Survey rapporterar dock att i Nepal hittades tugtupit (liksom jaspis och nefrit) i stor utsträckning i de flesta floderna från Bardia till Dang.

## Användning
Den används av lokala inuitkonstnärer och även som ädelstenar.